# Pseudopoda serrata
Pseudopoda serrata là một loài nhện trong họ Sparassidae.
Loài này thuộc chi Pseudopoda. Pseudopoda serrata được miêu tả năm 2001 bởi Peter Jäger & Ono.